# منیژه
منیژه /مَنیٓژه/ دختر افراسیاب، از شخصیت‌های اساطیری در شاهنامه است. نام منیژه در داستان بیژن و منیژه آمده‌است.

## آشنایی منیژه با بیژن و رفتن به کاخ
هنگام بازگشت، گرگین میلاد برای اینکه امتناع او نزد شاه فاش نشود بیژن را به نزدیکی اردوی تفریحی دختران تورانی می‌برد. در این اردو منیژه دختر افراسیاب که در شاهنامه زیبایی‌اش توصیف شده همراه ندیمه‌هایش در دامان طبیعت اردو زده بود. بیژن محو زیبایی منیژه می‌شود و پشت درخت تناوری ایستاده و منیژه را تماشا می‌کند. منیژه از طریق ندیمه‌اش متوجه حضور بیژن می‌شود و حاجبی را نزد او می‌فرستد به این گمان که او سیاوش است که دوباره زنده شده. بیژن خود را پهلوانی ایرانی معرفی می‌کند و به سفارش منیژه وارد چادر او می‌شود. پس از سه روز که در چادر او بود منیژه تصمیم می‌گیرد او را مخفیانه به کاخ پدرش افراسیاب ببرد. بیژن قبول نمی‌کند و سعی می‌کند خود را نجات دهد و به ایران زمین بازگردد. منیژه با کمک همراهانش بیژن را با دارو خواب کرده و لای البسه پیچیده و به درون کاخ می‌برد.

## دیدار منیژه با رستم و آگاه شدن رستم از داستان بیژن
منیژه که سرگردان با سر و پای برهنه به‌دنبال غذا برای بیژن بود به گروه رستم می‌رسد. از زبانشان می‌فهمد که ایرانی هستند و برایشان داستان را شرح می‌دهد و از گیو و رستم و کیخسرو می‌پرسد. رستم که مظنون شده، واقعیت را فاش نمی‌کند، اما به منیژه که ناامید در حال برگشتن بود یک مرغ بریان می‌دهد و به او می‌گوید آن را برای محبوبش ببرد. در همین حین رستم انگشتر معروف خود را درون شکم مرغ می‌گذارد تا اگر واقعیت داشته‌باشد بیژن منیژه را باز نزد او بفرستد. بیژن در حال خوردن مرغ انگشتری را می‌یابد و منیژه را آگاه می‌کند. منیژه به نزد رستم می‌آید و گفته بیژن را برایش شرح می‌دهد که آیا تو صاحب رخش هستی؟ رستم که از حقیقت اطمینان یافته بود به منیژه خاطرنشان می‌کند که نیمه‌شب بر سر چاه آتش برافروزد و رستم به دنبال آتش بدانجا می‌آید.

## منیژه در اشعار شاهنامه
| منیژه منم دخت افراسیاب |  | برهنه ندیده تنم آفتاب |
|                        |  |                       |

همچنین در داستان بیژن و منیژه آمده است:
| منیژه کجا دخت افراسیاب  |  | درفشان کند باغ چون آفتاب |
| همه دخت توران پوشیده‌روی |  | همه سرو بالا همه مشک موی |

## باورهای عامانه محلی
بر اساس گفته‌های اهالی روستایی به نام منیژه آباد مژن آباد محل دفن منیژه در این روستا است و همچین یک مناره که قدمت آن به ۲۰۰۰ سال می‌رسد را به این شخصیت افسانه ای منتسب می‌کنند.